# Крецулеску (дворец)
 Тази статия е за двореца в Букурещ.  За други значения вижте Крецулеску.  
Дворецът Крецулеску (на румънски: Palatul Creţulescu или Kretzulescu) е историческа сграда в Букурещ, разположена близо до парка Чишмиджу.
Била е построена като семейна къща на известната румънска фамилия Крецулеску в началото на 20 век от румънския архитект Петре Антонеску (1873-1965). Дворецът впечатлява с френската си ренесансова архитектура. В периода между двете световни войни в красивата сграда се помещава Музеят на религиозното изкуство.
От 1972 година в Двореца Крецулеску се помещава главното представителство на Европейския център за висше образование (UNESCO-CEPES) на ЮНЕСКО.